# Dancing Girls (Nik Kershaw)
Dancing Girls è un singolo del cantautore britannico Nik Kershaw, pubblicato il 2 aprile 1984 come terzo estratto dal primo album in studio Human Racing. 
Il singolo visto il successo ottenuto, è stato in classifica per nove settimane.